# Наводнения в Индии (2021)
Наводнения в Индии — наводнения и сели, начавшиеся 18 июля 2021 года в индийском штате Махараштра и распространившиеся по другим штатам страны. В результате стихийных бедствий за три недели погибли сотни человек.

## Предыстория
Наводнения, вызванные муссонными ливнями, в Индии происходят каждый год и довольно часто имеют серьёзные последствия.
Наводнение в июле 2021 года произошло в одно время с наводнениями в Европе, Китае, на юге России и другими стихийными бедствиями в разных странах, что было вызвано изменениями климата по всему миру. Одной из причин наводнений называют глобальное потепление.

## Наводнения
18 июля в Мумбаи и его пригороде из-за ливней обрушились несколько жилых домов, в результате чего погибли 33 человека. В ночь с 17 на 18 июля выпало около 200 мм осадков.
Начиная с 22 июля 2021 года, во многих западных районах штата Махараштра прошли сильные дожди. 23 июля там выпало самое большое количество осадков за последние 40 лет. В некоторых районах штата за сутки выпало до 600 мм осадков, что является самым высоким зафиксированным здесь числом. В Мумбаи вновь обрушилось здание — погибли 7 человек. Наводнение вызывало оползни в разных частях штата. Пострадали также округа Райгад, Ратнагири, Сатара.
В Гоа также были зафиксированы крупнейшие за последние 50 лет ливни, есть жертвы.
27 июля общее число жертв наводнения достигло 192 человек, не менее 48 пострадали, 25 пропали без вести. 229 074 человека были эвакуированы. Больше всего погибших было зафиксировано в округе Райгад.
28 июля ливни, приведшие к затоплениям и гибели не менее 16 человек, начались на севере страны — в штате Химачал-Прадеш и союзной территории Джамму и Кашмир.
В этот же день было объявлено, что число жертв в штате Махараштра увеличилось до 209, 8 числились пропавшими без вести.
31 июля из-за ливней в штате Мадхья-Прадеш обрушилась стена тюрьмы. Пострадали более 20 заключённых.
3 августа 23 человека погибли из-за ливней в Западной Бенгалии. В спасательной операции принимают участие военные.
7 августа угроза ливней и гроз объявлена в столице Индии Нью-Дели.
10 несколько сотен деревень были затоплены в штате Уттар-Прадеш. Погибли не менее 9 человек.
11 августа в штате Химачал-Прадеш из-за дождей на дорогу сошёл оползень. Под завалами оказались несколько автомобилей, включая автобус с 40 пассажирами.
Общее число жертв наводнений оценивается приблизительно в 400 человек. Только в штате Махараштра погибли 213 человек, 8 пропали без вести.
10 сентября в Нью-Дели вновь начались аномальные дожди. За день выпало более 1000 мм осадков, что стало крупнейшим значением с 1975 года. Аэропорт Дели оказался подтоплен.